# Ensiferum (альбом)
Ensiferum — дебютный альбом фолк-метал-группы Ensiferum, вышедший в июле 2001 года на лейбле Spinefarm Records в Финляндии. Большинство песен на этом альбоме — перезаписанный материал с предыдущих демозаписей. Именно последняя из них — Hero in a Dream — позволила заключить контракт с лейблом Spinefarm Records. После издания альбом получил широкую известность, официальный сайт группы заявляет: «обратная связь была потрясающей».

## Об альбоме

### Запись
Альбом был записан и сведён Туомо Валтоненом (Tuomo Valtonen) в ноябре 2000 года в Sundi-Coop Studios, расположенном в Савонлинне. Интересно, что получившийся результат не удовлетворил группу, в связи с чем, выход альбома был отложен. Весной 2001 года Мика Юссила (Mika Jussila) выполнил мастеринг в собственной студии Finnvox Studios в Хельсинки и в июле альбом был издан.

### Музыкальная характеристика
По мнению The Metal Crypt, музыка викинг-метал-группы Ensiferum колеблется между мелодэтом и скоростным пауэр-металом, с обилием клавишных и сильным влиянием фолка. Также отмечается, что музыка групп Elvenking, Children Of Bodom, Kalmah, Mithotyn местами напоминает Ensiferum.
Французский U-zine заявляет, что Ensiferum успешно объединяют фолк-, пауэр- и дэт-метал под знаменем викинг-метала. Немецкий metal1.info считает, что музыка Ensiferum представляет собой нечто среднее между музыкой In Flames, Finntroll и Blind Guardian. В свою очередь, немецкий Vampster отмечает, что Ensiferum обладают собственным неповторимым стилем, объединяющим экстремальный метал, народную музыку и традиционный метал.

### Тематика песен
Лирика вдохновлена традиционными финскими легендами и героическими рассказами. Часть песен основана на известном финском эпосе Калевала и его главном герое — Вяйнямёйнене; тогда как другие песни базируются на темах о воинской славе и мести, бесстрашии перед стихией и смертью. Автором всех текстов песен является Яри Мяэнпяя (Jari Mäenpää), кроме песни «Goblins' Dance», слова для которой сочинил Валтиас Мустатуули (Valtias Mustatuuli) — вокалист группы Arthemesia. Последняя песня рассказывает о праздничном танце гоблинов в честь уничтожения человеческой расы.

### Обложка
На обложке изображён талисман группы Ensiferum — воин-меченосец, стоящий в лодке, плывущей вдоль реки. В его левой руке щит, в центре которого присутствует фрагмент финского флага. На переднем плане преобладают оттенки тёмно-синего цвета, а на фоне изображён лес, преимущественно в жёлто-зелёных цветах. Автором обложки является шведский дизайнер Кристиан Вохлин (Kristian Wåhlin), известный также под псевдонимом Necrolord. Автор логотипа — Туомас Тахванайнен (Tuomas Tahvanainen).

### Отзывы и критика
Allmusic отмечает, что качественный дебютный альбом совершенно неизвестной ранее финской группы, выводит её на передовую викинг/фолк-метала. «Кроме того, данный альбом звучит более приемлемо, чем большинство релизов викинг-метала, в частности, потому что является более мелодичным, песни на нем не затянуты и самое главное — употребляется английский язык».
Очень высокую оценку присвоил Metal Storm, но общую картину по их мнению портит песня «Goblins Dance», наиболее агрессивная и наименее мелодичная из альбома. Наивысшую оценку присвоил The Metal Observer, который отмечает, что все песни без исключения замечательные.

### История изданий
После дебютного издания в Финляндии, альбом переиздавался лейблом ФОНО в 2001-2002 гг., в формате аудиокассет и компакт-дисков на территориях России и Украины. В американское переиздание альбома 2008 года на лейблах Fontana International и Spinefarm Records был включен дополнительный 13 трек «Into Hiding». Другой 13 трек «Old Man (Demo-97)» был включен в британское переиздание альбома лейблом Spinefarm Records в 2009 году. Трек «Old Man (Demo-97)» был включен также в финское переиздание альбома лейблом Blood Music в формате 2хLP в 2014 году.

### Клип
Существует LEGO-анимация на песню «Hero in a Dream», созданная John Ashby в 2007 году.

## Список композиций
| №   | Название                                                     | Текст песни             | Музыка           | Длительность |
| --- | ------------------------------------------------------------ | ----------------------- | ---------------- | ------------ |
| 1.  | «Intro»                                                      | (инструментал)          | Тойвонен, Маенпа | 1:50         |
| 2.  | «Hero in a Dream» (Герой во Грёзах)                          | Маенпа                  | Тойвонен, Маенпа | 3:40         |
| 3.  | «Token of Time» (Символ Времени)                             | Маенпа                  | Маенпа           | 4:16         |
| 4.  | «Guardians of Fate» (Хранители Судьбы)                       | Маенпа                  | Тойвонен, Маенпа | 3:34         |
| 5.  | «Old Man (Väinämöinen)» (Старец)                             | Маенпа                  | Тойвонен         | 5:33         |
| 6.  | «Little Dreamer (Väinämöinen Part II)» (Маленький Мечтатель) | Маенпа                  | Тойвонен, Фокин  | 5:21         |
| 7.  | «Abandoned» (Покинутый)                                      | Маенпа                  | Тойвонен         | 6:50         |
| 8.  | «Windrider» (Наездник Ветра)                                 | Маенпа                  | Тойвонен         | 5:41         |
| 9.  | «Treacherous Gods» (Предательские Боги)                      | Маенпа                  | Тойвонен         | 5:12         |
| 10. | «Eternal Wait» (Вечное Ожидание)                             | Маенпа                  | Тойвонен         | 5:14         |
| 11. | «Battle Song» (Песнь битвы)                                  | Маенпа                  | Тойвонен         | 3:20         |
| 12. | «Goblins' Dance» (Танец Гоблинов)                            | Мустатуули (Arthemesia) | Тойвонен         | 4:29         |

| №   | Название                                                   | Текст песни | Музыка                           | Длительность |
| --- | ---------------------------------------------------------- | ----------- | -------------------------------- | ------------ |
| 13. | «Into Hiding» (Скрываясь — кавер на песню группы Amorphis) | народные    | Эса Холопайнен, Олли-Пекка Лайне | 3:49         |

| №   | Название                            | Текст песни | Музыка   | Длительность |
| --- | ----------------------------------- | ----------- | -------- | ------------ |
| 13. | «Old Man» (Старец — трек с Demo-97) | Маенпа      | Тойвонен | 6:28         |

## Над альбомом работали

### Участники группы
- Яри Маенпа − вокал, ритм-, соло-, акустическая и 12-струнная гитары, хор
- Маркус Тойвонен −ритм- и соло- гитара, акустическая гитара, перкуссия, хор
- Юкка-Пекка Миэттинен − бас
- Оливер Фокин − ударные и перкуссия

### Приглашённые музыканты
- Хенри «Троллхорн» Сорвали — клавишные
- Marita Toivonen − 36-струнная кантеле
- Johanna Vakkuri − женский вокал на «Eternal Wait»
- Teemu Saari − хор
- Antti Mikkonen − хор

### Продюсирование
- Tuomo Valtonen — запись и сведение
- Mika Jussila — мастеринг
- Kristian Wåhlin — обложка, дизайн
- Tuomas Tahvanainen — лого
- Toni Härkönen — фотограф